# Audi Q7
Audi Q7 je velký luxusní sportovní užitkový vůz (SUV), vyráběný německou automobilkou Audi, odhalený v lednu 2006 na Los Angeles Auto Show. Q ve jménu znamená (pro Audi novou) skupinu vozů SUV a číslice 7 pak velikostní zařazení mezi modely Q6 a Q8, resp. A6 a A8. Tento vůz je nejsilnější dieselové sériové SUV na světě (s motorem 6.0 V12 Tdi 500 Hp, 1000 Nm). Audi Q7 je možné pořídit buď s klasickým podvozkem, nebo vzduchovým, výškově regulovatelným. Hmotnost Audi Q7 je 2,5 tuny.